# Dendrothele pachysterigmata
Dendrothele pachysterigmata är en svampart som först beskrevs av H.S. Jacks. & P.A. Lemke, och fick sitt nu gällande namn av P.A. Lemke 1965. Dendrothele pachysterigmata ingår i släktet Dendrothele och familjen Corticiaceae.   Inga underarter finns listade i Catalogue of Life.